# آرثر فيليب
الأدميرال آرثر فيليب (بالإنجليزية: Arthur Phillip)‏ ـ (11 أكتوبر 1738 ـ 31 أغسطس 1814) هو ضابط بالبحرية الملكية البريطانية، كان أول حاكم لنيو ساوث ويلز، ورائدًا لاستيطان أستراليا، ومؤسس المستعمرة العقابية البريطانية التي صارت لاحقًا مدينة سيدني.

## معرض صور

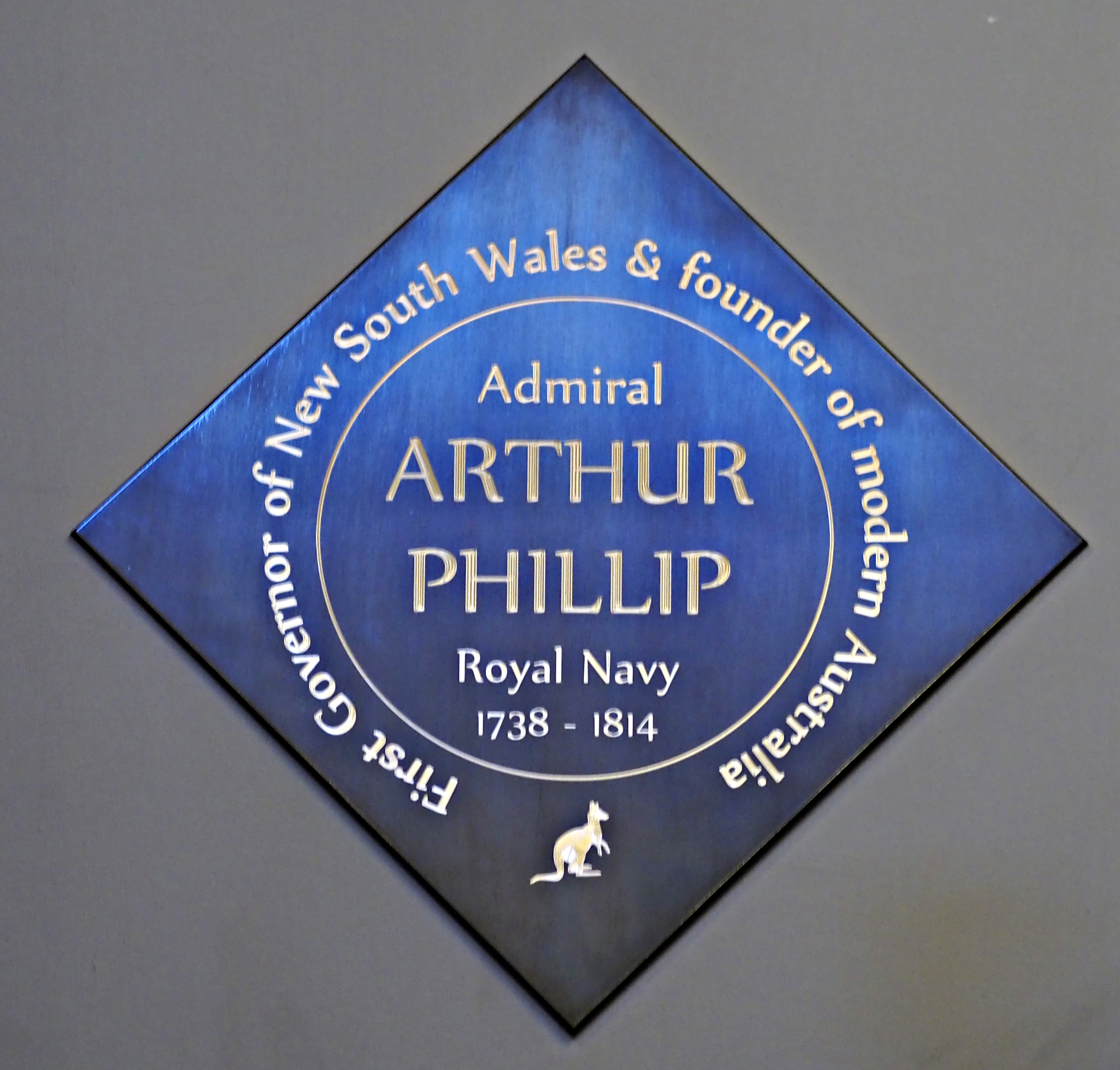
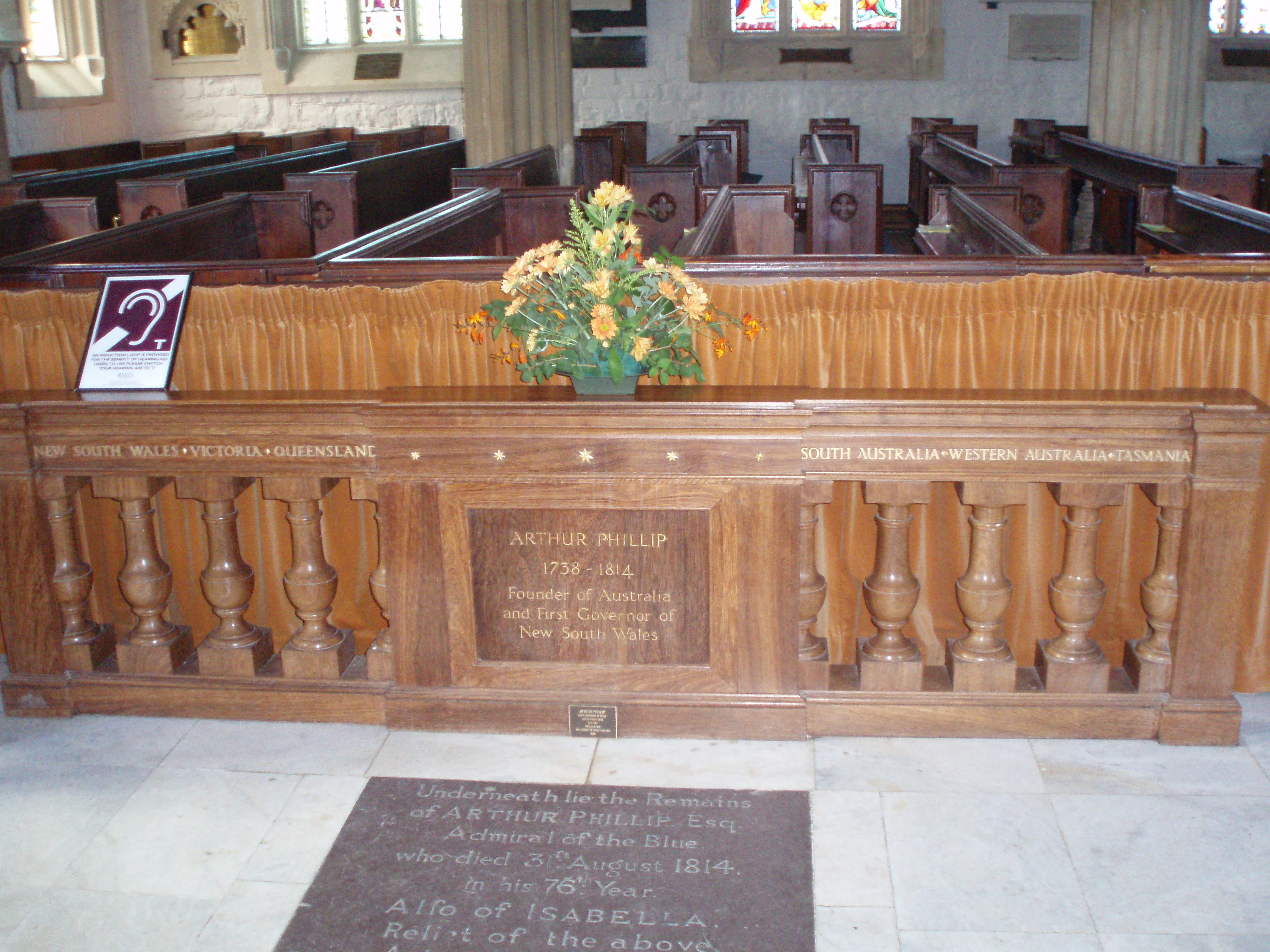
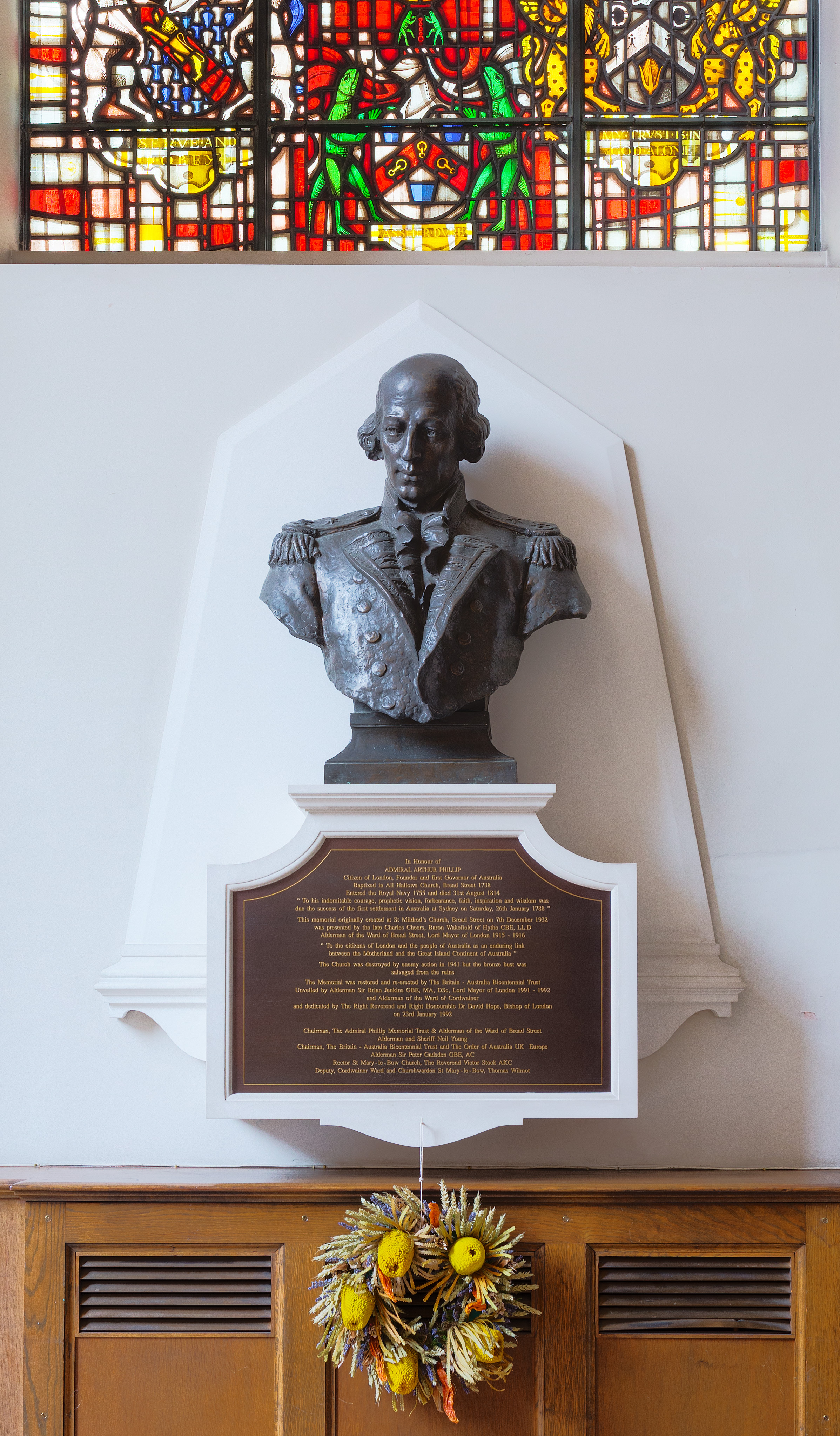

## روابط خارجية
- آرثر فيليب على موقع الموسوعة البريطانية (الإنجليزية)